# Afropydna distincta
Afropydna distincta är en fjärilsart som beskrevs av Sergius G. Kiriakoff 1961. Afropydna distincta ingår i släktet Afropydna och familjen tandspinnare. Inga underarter finns listade i Catalogue of Life.